# 读者听话权
读者听话权，媒体术语，用来说明媒体中的受众（閱聽人），有决定他听到什么内容的权利，基於這種權利，閱聽人不應當僅僅被動接受作者或播報者所提供的資訊，而要藉者對於內容的反省和批判，進而要求媒體提供讀者所希望的資訊。